# Safia Salih
Safia Salih (en árabe: صفية صالح‎; nacida el 16 de marzo de 2001) es una deportista marroquí que compite en taekwondo.
Ganó dos medallas en los Juegos Panafricanos, oro en 2019 y bronce en 2023, y dos medallas en el Campeonato Africano de Taekwondo, oro en 2022 y bronce en 2023.

## Palmarés internacional
| Juegos Panafricanos | Juegos Panafricanos      | Juegos Panafricanos | Juegos Panafricanos |
| Año                 | Lugar                    | Medalla             | Categoría           |
| ------------------- | ------------------------ | ------------------- | ------------------- |
| 2019                | Rabat (Marruecos)        | Medalla de oro      | –62 kg              |
| 2023                | Acra (Ghana)             | Medalla de bronce   | –67 kg              |
| Campeonato Africano |                          |                     |                     |
| Año                 | Lugar                    | Medalla             | Categoría           |
| 2022                | Kigali (Ruanda)          | Medalla de oro      | –62 kg              |
| 2023                | Abiyán (Costa de Marfil) | Medalla de bronce   | –67 kg              |